# The Incredible Jazz Guitar of Wes Montgomery
The Incredible Jazz Guitar of Wes Montgomery ist ein Musikalbum des US-amerikanischen Jazzgitarristen Wes Montgomery. Es wird von vielen Fans und Kritikern als sein Meisterwerk gesehen.

## Geschichte

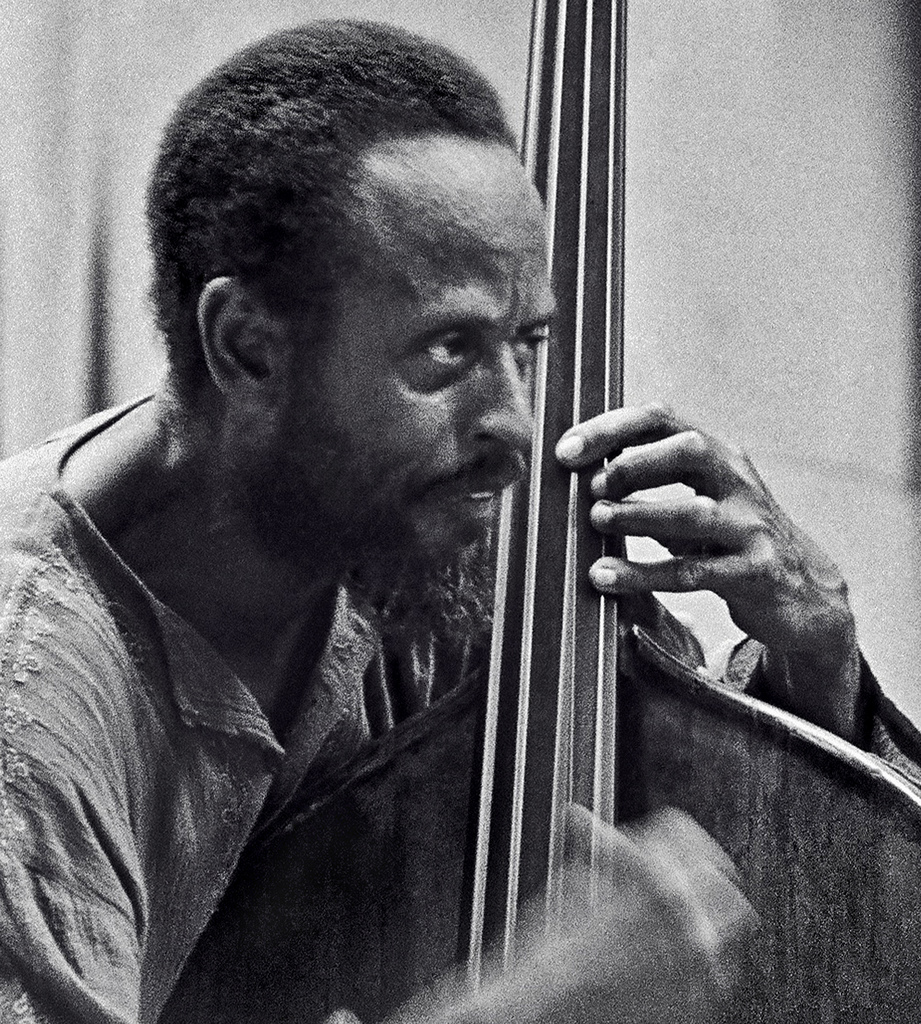
Percy Heath; 1977

Wes Montgomery hatte erst 1958 im Alter von 35 Jahren begonnen, Platten aufzunehmen. Nach seinem Wechsel vom Label Pacific Jazz zu Riverside nahm er 1959 The Wes Montgomery Trio mit Melvin Rhyne (Orgel) und Paul Parker (Bass) auf. Auf einer Reise nach New York wurde er daraufhin eingeladen, für einen Abend mit Horace Silver zusammen zu spielen, was zu Begeisterungsstürmen des Publikums führte. Für sein nächstes Album, The Incredible Jazz Guitar brachte ihn Riverside mit einigen von New Yorks bekanntesten Sessionmusikern zusammen, dem Pianisten Tommy Flanagan, der gerade erst auf John Coltranes Giant Steps mitgewirkt hatte, sowie den Brüdern Percy und Albert Heath. Flanagan berichtete später, dass Montgomery sehr nervös gewesen sei, da er keine Noten lesen konnte und zum ersten Mal mit Stars von diesem Kaliber im Studio war. Seine einmalige Technik (er spielte nur mit dem Daumen statt, wie andere Gitarristen, mit einem Plektrum oder mehreren Fingern) konnte die Rhythmusgruppe jedoch schnell überzeugen.

## Wichtige Titel

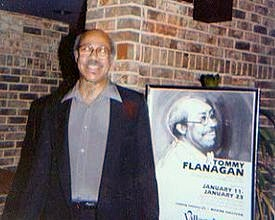
Tommy Flanagan

Wes Montgomery wählte für dieses Album eine Mischung aus bekannten Jazzstandards und Eigenkompositionen aus, von denen einige selbst wiederum zu Standards wurden.
„Airegin“ ist eine Komposition des Tenorsaxophonisten Sonny Rollins, die erstmals 1956 vom Miles Davis Quintett für das Album Cookin’ aufgenommen worden ist. Es zeichnet sich vor allem durch seinen technischen sehr hohen Schwierigkeitsgrad aus. Der Name ist Nigeria rückwärts ausgeschrieben.

„Polka Dots and Moonbeams“ gilt als einer der bekanntesten und meistgespielten Jazzstandards, berühmte Aufnahmen gibt es unter anderem von Sarah Vaughan oder Frank Sinatra, der damit seinen ersten großen Hit hatte.

„Four on Six“ gehört zu Montgomerys beliebtesten Stücken und wurde von vielen Jazzgitarristen, darunter Lee Ritenour, Pat Martino oder John Abercrombie gespielt. Es ist ebenfalls auf der Liveplatte Smokin’ at the Half Note von Wes Montgomery und Wynton Kelly zu hören.

Der Walzer „West Coast Blues“ ist ohne Zweifel Montgomerys bekanntestes Stück und ist u. a. auf den Aufnahmen Complete Live in Paris 1965 sowie auf der DVD Jazz Icons: Wes Montgomery Live in ’65 zu hören. Die Autoren Richard Cook und Brian Morton bezeichnen Montgomerys Spiel in diesem Stück als „nahezu unglaublich“.

„In Your Own Sweet Way“ ist eine der bekanntesten Kompositionen des Pianisten Dave Brubeck und wurde neben Montgomery auch von Künstlern wie Miles Davis, Kenny Garrett oder Bill Evans interpretiert.

## Bewertung des Albums
Michael G. Nastos beschrieb im All Music Guide The Incredible Jazz Guitar of Wes Montgomery als Meilenstein und den definitiven Abschied von seinem Frühstil der Orgel-Combo mit Melvin Rhyne und der Band seiner Brüder.
Montgomery sei in seinem Post- bis Hardbop-Element, spiele mit swingendem Fluss und Drive und einer Energie, die man seit den Tagen eines Charlie Christian nicht gehört habe. Diese Aufnahmen etablierten ihn als den ausgezeichnetesten Gitarristen des Modern Jazz dieser Zeit, und letztendlich zu dem einflussreichsten überhaupt. Hier ist sein klassisches Material, wie Sonny Rollins Evergreen „Airegin“, der berühmte modale Jam „Four on Six“ und Montgomerys unsterblicher Soul-Walzer „West Coast Blues“. Flanagan, der zu dieser Zeit gerade seine Heimatstadt Detroit verlassen hatte, sei der perfekte Pianist für diese Session. Das Album sei essentiell für jede ernsthafte Sammlung von Jazzgitarristen.
Richard Cook und Brian Morton halten The Incredible Jazz Guitar für das beste Album in der Diskographie des Gitarristen und bewerteten es mit der Höchstnote von vier Sternen. Auch Brian Priestley hebt im Jazz – Rough Guide das Album als eines der bedeutendsten in Montgomerys Diskographie hervor; sein erstes Quartett-Album sei „ein definitives Statement, mit der Original-Version des ‚West Coast Blues‘ und anderen Riffs wie Mister Walker“.
Die Musikzeitschrift Jazzwise nahm das Album in die Liste The 100 Jazz Albums That Shook the World auf; Charles Alexander schrieb:
“Every track on this album is a classic and his songs ‘West Coast Blues’ and ‘Four on Six’ have become part of the jazz canon”.

## Auszeichnungen
- 1999: Aufnahme in die Academy Hall of Fame der National Academy of Recording Arts and Sciences[7]

## Titelliste
1. Airegin (Sonny Rollins) – 4:26
2. D-Natural Blues (Montgomery) – 5:23
3. Polka Dots and Moonbeams (Burke, Van Heusen) – 4:44
4. Four on Six (Montgomery) – 6:15
5. West Coast Blues (Montgomery) – 7:26
6. In Your Own Sweet Way (Dave Brubeck) – 4:53
7. Mr. Walker (Montgomery) – 4:33
8. Gone with the Wind (Magidson, Wrubel) – 6:24

- Die Titel 1, 2, 4, 5 und 6 wurden in den Reeves Sound Studios, New York City, am 26. Januar 1960 aufgenommen, die Titel 3, 7 und 8 in den Reeves Sound Studios, New York City, am 28. Januar 1960 aufgenommen.

## Einzelbelege
1. ↑  Der Penguin Guide to Jazz zeichnete es in allen Ausgaben mit der höchsten Bewertung aus.
2. ↑  fergusonguitar.com
3. ↑  Zit. nach Cook Morton, 6. Auflage, S. 1055.
4. ↑  Vgl. Cook & Morton.
5. ↑  Brian Priestley, S. 450.
6. ↑  The 100 Jazz Albums That Shook The World
7. ↑  Grammy.com (Memento des Originals vom 19. Februar 2011 im Internet Archive)  Info: Der Archivlink wurde automatisch eingesetzt und noch nicht geprüft. Bitte prüfe Original- und Archivlink gemäß Anleitung und entferne dann diesen Hinweis. (Abgerufen am 18. April 2009)